# Малоросійський гербовник
«Малоросійський гербовник» (рос. дореф. Малороссійскій Гербовникъ) – науково-популярне видання, що здійснене за постановою зборів предводителів і депутатів дворянства Чернігівської губернії від 16 серпня 1912 істориками-генеалогами Владиславом Лукомським та Вадимом Модзалевським і надруковано в Санкт-Петербурзі 1914 році.
Оздоблення здійснив український художник-графік Георгій Нарбут. При складанні «Малоросійського гербовника» використані малюнки і описи гербів українських дворянських родів, частина яких увійшла до загальноросійського «Гербовника», частина містилася в «Збірнику гербів малоросійського дворянства», складеним чернігівським губернським предводителем дворянства, істориком Григорієм Милорадовичем наприкінці 19 століття; зображення гербів на різних пам'ятках мистецтва і побуту України, зокрема, надгробках з деяких цвинтарів Чернігівщини, портретах, зброї, посуду з ряду чернігівських музеїв і приватних колекцій, печатках та інші. Ці матеріали головним чином взяті з приватних зібрань Петра Дорошенка і Владислава Модзалевського, Музею українських старожитностей імені Василя Тарновського Чернігівського губернського земства, матеріалів Чернігівської губернської вченої архівної комісії та деяких інших архівних зібрань. 
«Малоросійський гербовник» містить описи гербів 609 родів козацької старшини і української шляхти та їхніх нащадків, а також таблиці – зображення гербів: 108 родів, герби яких були надані й затверджені російськими імператорами; 156-ти інших українських дворянських родів і 133-х родів польського походження. У кінці праці вміщено покажчики українських («малоросійських») родів і польських гербів.
1993 року видавництвом «Либідь» здійснено репринтне видання «Малоросійського гербовника».

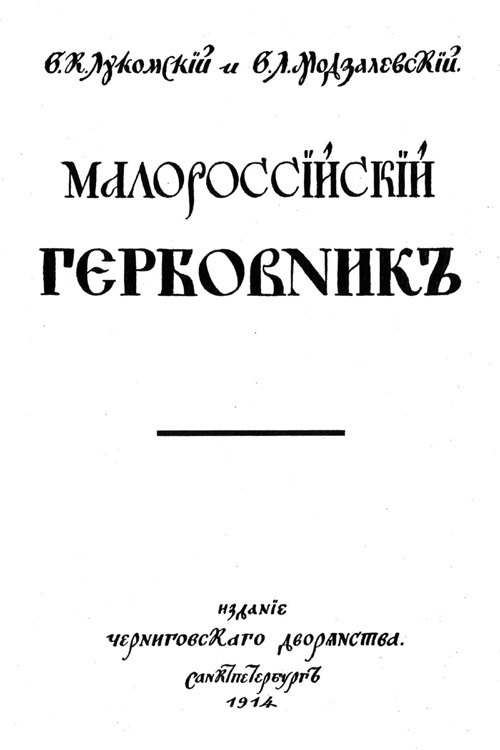
Заглавна сторінка
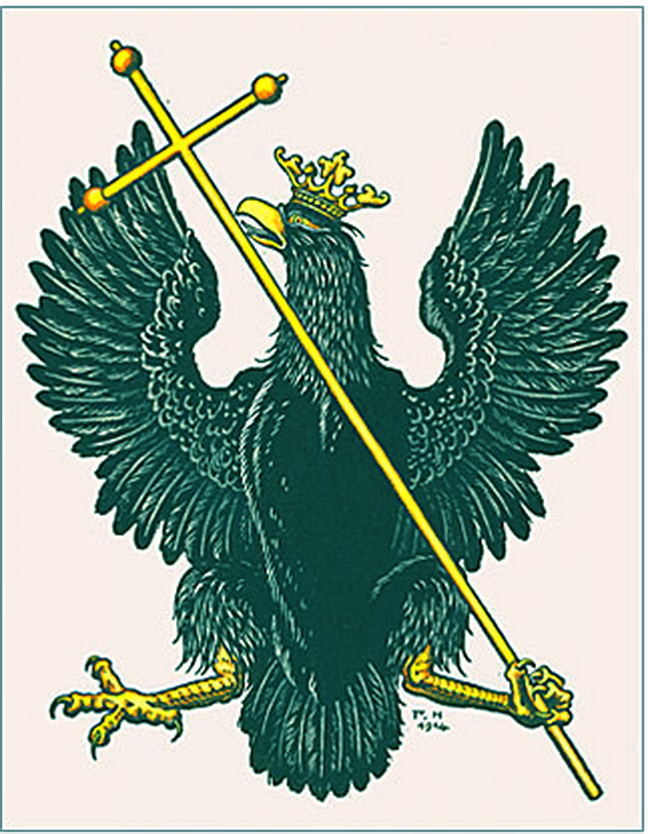
Герб чернігівської губернії
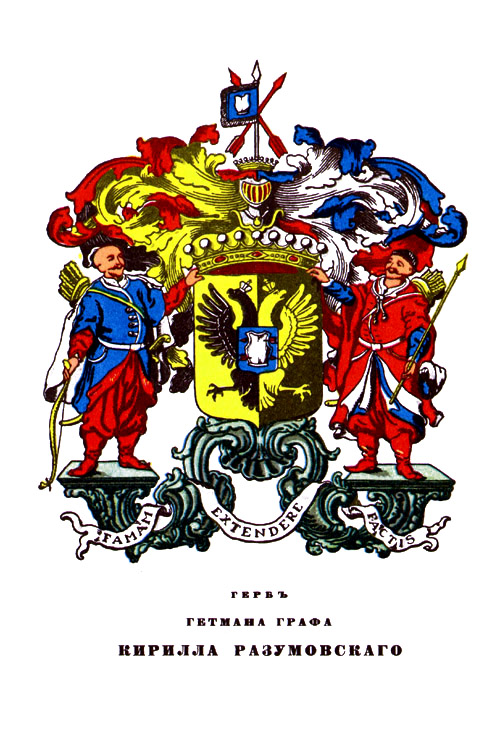
Герб Розумовських